# 两湾圣亚加大堂
两湾圣亚加大堂（Sant'Agata sui due Golfi）位于意大利那不勒斯省的市镇马萨卢布伦塞，距索伦托数公里，两侧分别濒临那不勒斯湾与萨莱诺湾，可以观赏完美的全景。
圣亚加大堂的所在地，曾经是希腊人居民点，当时已使用它作为一个理想的观景台。
该堂原本供奉恩宠圣母，但在1745年进行了翻新，供奉卡塔尼亚的致命圣人圣亚加大。